# 大川村 (福岡県)
大川村（おおかわむら）は、福岡県糟屋郡にあった村。現在の糟屋郡粕屋町の一部にあたる。

## 地理
多々良川の中流域に位置していた。

## 歴史

### 沿革
- 1889年（明治22年）4月1日 - 糟屋郡戸原村、新長者原村、内橋村、江辻村、大隈村が合併して村制施行し、大川村が設立[1][2]。
- 1957年（昭和32年）3月31日 - 糟屋郡仲原村と合併し粕屋町を新設して廃止[1][2]。

### 地名の由来
次の二説あり。
1. かつて当地方が大村河内と称され、それを略して大川とした。
2. かつての郷名または河川名などによる。

## 産業
農業

## 交通

### 鉄道
- 1904年（明治37年）- 博多湾鉄道（現香椎線）が開通し長者原駅（現伊賀駅）開設[1]。

## 教育
- 1913年（大正2年）- 粕屋農学校（現福岡県立福岡魁誠高等学校）開校[1]